# Gaietà Vidal i de Valenciano
Gaietà Vidal i de Valenciano (Vilafranca del Penedès, Alt Penedès, 3 d'octubre de 1834 - Barcelona, 22 d'agost de 1893) fou escriptor, advocat, doctor en filosofia i lletres i catedràtic de geografia històrica d'Espanya a la Universitat de Barcelona. Juntament amb el seu germà Eduard Vidal i de Valenciano, fou un dels primers novel·listes de La Renaixença i, des de 1889 fins a 1893, presidí Acadèmia de Bones Lletres de Barcelona.
Va ser el secretari de la primera junta de l'Ateneu Barcelonès sota la presidència de Manuel Duran i Bas, de 1872 a 1873.

## Obres

### En castellà
- Cortada: su vida, sus obras; discurso escrito por […] para ser leído en el acto de su recepción pública en la Real Academia de Buenas Letras de Barcelona (1872)
- Elocuencia y poesía castellanas: colección de fragmentos en prosa y verso entresacados de notables escritores de los siglos XVIII y XIX, para ejercicios de lectura en las escuelas primarias. precedida d'una Breve reseña de la literatura española (1875)
- El Buen sentido de la fe: expuesto en contestación á las objeciones filosóficas y científicas del día (1878), traducció de Jean Baptiste Caussette
- Los cometas, las estrallas volantes, los aerolitos (1878)
- Biblioteca infantil histórico-biográfica (1885)
- El Excelentísimo señor Dr. D. Manuel Milà y Fontanals reseña biográfica (1888)

### En català
- La Vida en lo camp: quadros de costums catalanas (1867)
- Lo Camí de la fortuna: consells bréus y senzills pera esser rich / per Benjamí Franklin (1868), traducció de Benjamin Franklin
- Lo Món invisible en la literatura catalana; y lo viatje fet al infern per Pere Porter : articles y llegenda publicats en La Renaixensa (1877)
- Edició La Comedia de Dant Allighier (1878), traduïda per Andreu Febrer.
- Barcelona vella: Escenes y costums de la primera meytad del segle xix per tres testimonis de vista (1906), junt amb Francesc Anglada i Gaietà Cornet i Mas.
- Rosada d'estiu (1886)
- Narració descriptiva de la festa major de Vilafranca del Penedès (1912)